# Grabinka (powiat poddębicki)
Grabinka – kolonia w Polsce, położona w województwie łódzkim, w powiecie poddębickim, w gminie Zadzim.
| SIMC    | Nazwa       | Rodzaj    |
| ------- | ----------- | --------- |
| 0720131 | Niedźwiadne | część wsi |

Kolonia wchodzi w skład sołectwa Adamka.
W latach 1975–1998 miejscowość administracyjnie należała do województwa sieradzkiego.